# کاسومی ایشیکاوا
کاسومی ایشیکاوا (انگلیسی: Kasumi Ishikawa؛ زادهٔ ۲۳ فوریهٔ ۱۹۹۳) یک بازیکن تنیس روی میز اهل ژاپن است.
وی در مسابقات کشوری و بین‌المللی در مجموع برنده ۵ مدال نقره، ۴ مدال برنز شده‌است.